# Sam Chai (huyện)
Sam Chai (tiếng Thái: สามชัย) là một huyện (amphoe) ở phía bắc của tỉnh Kalasin, đông bắc Thái Lan.

## Địa lý
Các huyện giáp ranh là (từ phía đông theo chiều kim đồng hồ) Kham Muang, Sahatsakhan, Nong Kung Si của tỉnh Kalasin và Wang Sam Mo của tỉnh Udon Thani.

## Lịch sử
Tiểu huyện (King Amphoe) đã được thành lập ngày 1 tháng 4 năm 1995, khi được tách từ Kham Muang.
Theo quyết định của chính phủ Thái Lan ngày 15 tháng 5 năm 2007, tất cả 81 tiểu huyện đều được nâng thành huyện. Với việc đăng Công báo hoàng gia ngày 24 tháng 8, quyết định nâng cấp này thành chính thức.

## Hành chính
Huyện này được chia thành 4 phó huyện (tambon), các đơn vị này lại được chia thành 46 làng (muban). Không có khu vực đô thị (thesaban, và 4 tổ chức hành chính tambon (TAO).
| Số TT | Tên              | Tên tiếng Thái | Số làng | Dân số |  |
| ----- | ---------------- | -------------- | ------- | ------ |  |
| 1.    | Samran           | สำราญ          | 12      | 7.800  |  |
| 2.    | Samran Tai       | สำราญใต้        | 19      | 9.068  |  |
| 3.    | Kham Sang Thiang | คำสร้างเที่ยง     | 7       | 3.173  |  |
| 4.    | Nong Chang       | หนองช้าง        | 8       | 5.181  |  |